# Rudolf Houdek
Rudolf Houdek (* 16. Dezember 1913 in Aussig; † 3. Januar 2008 in München) war ein deutscher Wurstfabrikant und Mäzen. Er war Gründer und Mitinhaber der Großmetzgerei Rudolf und Robert Houdek GmbH in Starnberg. Bis zu seinem Tod war er Mitglied des Verwaltungsbeirats des FC Bayern München.

## Werdegang
Houdek wurde als eines von neun Kindern des Fleischermeisters Robert Houdek geboren und wuchs in Aussig (Ústí nad Labem) in der Tschechoslowakei auf. Dort besuchte er Volks- und Bürgerschule. Später übernahm er zusammen mit seinem Bruder Robert jun. den etwa 300 Mitarbeiter beschäftigenden Betrieb seines Vaters. Nach Ende des Zweiten Weltkriegs, in dessen Verlauf die Metzgerei weitgehend zerstört wurde, wurde die Familie aus Böhmen vertrieben. Die Wege der beiden Brüder trennten sich. Während Robert in das thüringische Eisenach ging, kam Rudolf Houdek nach Bayern.
Anfänglich bestritt er als Hilfsarbeiter auf dem Münchner Schlachthof seinen Unterhalt. 1949 machte er sich selbständig und eröffnete in Starnberg eine Metzgerei. Deren Spezialität wurde die Original Houdek Kabanos, mit der er den Geschmacksnerv der Bevölkerung traf. Kurz nach der Geschäftsgründung kam Houdeks Bruder Robert nach Bayern, um gemeinsam einen regionalen Vertrieb der Kabanos aufzubauen. Bald eröffnete er eine eigene Ladenkette im Umland von Starnberg. Heute gehört Houdek zu den führenden Nahrungsmittelunternehmen in Bayern mit Produktionsstätten in Starnberg, Glonn und dem inzwischen größten Standort Arzberg. Beschäftigt werden rund 820 Mitarbeiter, der Jahresumsatz liegt bei 146 Mio. €.
Neben seiner unternehmerischen Tätigkeit unterstützte Houdek den FC Bayern München, dem er seit dem 1. Juli 1961 angehörte. Dort war er bis zu seinem Tod dienstältestes Mitglied des Verwaltungsbeirats. Er war Ehrenmitglied des FC Bayern.

## Auszeichnungen
- 1978: Bayerischer Verdienstorden
- 1984: Bundesverdienstkreuz (I. Klasse)
- 2001: Goldener Ehrenring der Stadt Arzberg
- 2004: Bayerischer Sportpreis für seine „herausragende Förderung des Sports“
- Bürgermedaille der Stadt Starnberg
- Ehrenmitglied des FC Bayern München